# モスクワ条約 (1921年)
モスクワ条約（モスクワじょうやく、ロシア語: Московский договор、トルコ語：Moskova Antlaşması）は、1921年3月16日に、ムスタファ・ケマル・パシャ指導下のトルコ大国民議会（アンカラ政権）と、ウラジーミル・レーニン指導下のボリシェビキ政府が締結した友好条約である。 締結の時は、トルコ共和国とソビエト連邦の両国が正式に成立する以前である。この条約は、1921年10月23日のカルス条約（Treaty of Kars）によって強化された。
別名「ブラザーフット（兄弟分）条約」（Treaty of Brotherhood）。

## 文献
- 条約テキスト全文（ロシア語）
- "Moscow, Treaty of." Encyclopædia Britannica. 2007.（英語）